# Lethocerus delpontei
Lethocerus delpontei é uma espécie de hemíptero da família Belostomatidae, que pode ser encontrada em várias partes do mundo. É uma das maiores espécies de barata d'água existentes, responsável por predar uma série de animais, como a rã-quatro-olhos. Ela também pode atacar humanos, e por sua saliva permitir uma digestão extracorpórea e possuir características tóxicas, causa os mesmos sintomas causados em animais, como sangramentos, necrose e paralisia, com os sintomas durando por cerca de duas horas, causando dores intensas.